# Altenbücken
Altenbücken è una frazione (Ortsteil) del comune di Bücken, nel land della Bassa Sassonia, in Germania.

## Storia
Già comune autonomo nel circondario della contea di Hoya, fu soppresso e incorporato a Bücken il 1º marzo 1974.